# Joaquim dos Santos
Joaquim Gonçalves dos Santos (Vilela, Rio Douro, Cabeceiras de Basto, 13 de Abril de 1936 – Moimenta, Cavez, Cabeceiras de Basto, 24 de Junho de 2008) foi um padre e compositor português que iniciou os seus estudos musicais quando ingressou no Seminário de Braga. 
Fez os Cursos de Humanidades, Filosofia e Teologia e ao mesmo tempo começou a estudar música com o padre e compositor Manuel Faria (1916-1983), entre outros. Ordenado sacerdote, nesse mesmo ano de 1962 estou no Conservatório de Música Calouste Gulbenkian de Braga com o compositor Luís Filipe Pires (1934-2015).
Em 1963 vai estudar para o Pontifício Instituto de Música Sacra em Roma onde terminou os estudos em Composição, Canto Gregoriano e Órgão. Aqui, teve como professores Ferrucio Vignanelli (1903-1988), Armando Renzi (1915-1985), Domenico Bartolucci (1917-2013), entre outros. Também estudou no Conservatório de Santa Cecília onde cursou Direcção e Interpretação Polifónica. Durante o período de estudos em Itália, foi apoiado por bolsas do Instituto Italiano da Cultura e, mais tarde, pela Fundação Calouste Gulbenkian. Foi organista na paróquia Bambino Gesù e leccionou no Colégio San Pietro em Roma.
Regressado a Portugal em 1968, fundou coros e grupos instrumentais na Arquidiocese de Braga e na Diocese de Vila Real. Fez parte do grupo de fundadores da Nova Revista de Música Sacra e foi membro do conselho de redactores, da mesma revista, até à data da sua morte. Foi professor de Canto Gregoriano, Órgão, Piano e Polifonia no Seminário Conciliar de Braga e de Composição, História, Piano e Órgão no Instituto Superior de Teologia de Braga (Universidade Católica). Também leccionou na Escola Básica de Cabeceiras de Basto, onde desenvolveu uma parte importante da sua obra didáctica para a infância, e na Escola Superior de Educação de Fafe. Nas décadas de 70 e 80 realizou uma recolha de canções populares na Região de Basto que conta com cerca de cinquenta números. 
Em 1999, o seu valor é reconhecido pela sociedade civil da sua região ao ser agraciado com a medalha de Mérito Concelhio — grau ouro — do Município de Cabeceiras de Basto.
A viragem do século marca o reencontro do compositor com o Instituto Português de Santo António em Roma. No ano 2000 vê a sua obra Lamentationes Jeremiae Prophetae ser apresentada na Igreja de Santo António pelo Coro IPSAR e a Orquestra Nova Amadeus sob direcção do maestro Massimo Scapin. Deste concerto fez-se o registo áudio que posteriormente foi transmitido pela Rádio VaticaN.º As estreias de obras, de variadíssimos géneros, multiplicaram-se no IPSAR e em 2006 é homenageado, pelo mesmo Instituto, com o projecto discográfico Cantabo Domino in Vita Mea - gravações dos seus concerto editadas e publicadas em CD.
Em Portugal teve sempre a colaboração de vários músicos que contribuíram para tornar vasto o seu catálogo de obras. Tem obras para violino e piano; clarinete e piano; dois clarinetes; violino, clarinete e piano; marimba e órgão; marimba e piano; barítono, violino e órgão; violoncelo e piano; soprano e piano; bandolim, bandocelo e piano; saxofone barítono e órgão; voz recitante, soprano, violino, saxofone soprano e alto, clarinete e piano; barítono e órgão; flauta e harpa; orquestra de sopros com ou sem instrumento solista; orquestra sinfónica; concertos para piano e orquestra; violino e orquestra; dois pianos e orquestra; violoncelo e orquestra; flauta e orquestra; obras corais sinfónicas; inúmeras obras corais para vozes mistas, vozes iguais, acompanhadas de instrumentos ou a cappella; obras para coro de crianças com as mais distintas formações; um sem número de peças direccionadas para a Liturgia com os mais diversificados acompanhamentos instrumentais. 
As suas obras foram dedicadas a vários músicos como Vítor Matos e Domingos Castro (clarinete), Adriana Ferreira (flauta), Giampaolo Di Rosa (orgão, cravo, piano), Ana Telles, João Paulo Teixeira, Ângelo Martingo, Nina Schumann e Luís Magalhães (piano), Emanuel Salvador e Yakov Marr (violino), bem como a muitos outros intérpretes e amigos.
Ao nível institucional, devem-se várias primeiras audições ao Instituto Português de Santo António em Roma bem como à Academia Valentim Moreira de Sá, à Universidade do Minho e Universidade Católica (Braga).
Nas palavras do Professor João Duque, em obras coesas, perfeitamente unitárias e completas, consegue um estilo que acolhe, sem preconceitos nem discriminações, os contributos de diversas fases da história da música. Desde o gregoriano aos nossos dias, sem a falsidade da mera citação, mas também sem estéreis subjugações a escolas ou estilos rígidos.
Tem obras publicadas na Nova Revista de Música Sacra (Braga), na Revista Música Nova (Braga), na Revista da Academia Martiniana (Coimbra), nas edições do Serviço Nacional de Liturgia (Portugal) bem como no Cantemos Todos e Novo Cantemos Todos. Tem algumas das suas obras editadas pela AvA Musical Editions, Lisboa e é publicação regular em Libellus Usualis.

## Algumas Obras

### Obras para coroa cappellae com instrumentos
- Adoremus I, para coro a 4 vozes iguais (1956)
- Adoremus II, para coro a 4 vozes iguais (1957)
- Adoro Te, para coro a 4 vozes iguais (1958)
- Fiore de lino, para coro a 4 vozes mistas (1970)
- Rapesódia Campestre, para coro a 4 vozes mistas (1982)
- Cinco poemas de Miguel Torga, para coro a 4 vozes mistas (1997)
- O Sonho do Infante, para barítono solo e coro a 4 vozes mistas
- Pianto de la Madonna, para coro a 4 vozes mistas (2002)
- Homenagem a Manuel Faria - Antologia de poemas de Mário Garcia, para coro a 4 vozes mistas (2002)
- Dois cânticos para Timor, para coro a 4 vozes iguais (2003)
- Parce Domine, para coro a 3 vozes mistas (2007)

- Senhora do Mês de Maio, para coro a 2 e 4 vozes iguais e órgão (1956)
- O Salutaris Hostia, para coro a 2 vozes iguais e órgão (1959)
- Ave Maria, para coro a 4 vozes mistas e órgão (1960)
- Ave verum, para coro a 4 vozes iguais e órgão (1960)
- Caro mea, para coro a 4 vozes iguais e órgão (1960)
- Tantum ergo I, para coro a 3 vozes iguais e órgão (1961)
- Tantum ergo II, para coro a 2 vozes iguais e órgão (1961)
- Dois Motetes (Crucem tuam adoramus & Christus factus est), para coro a 4 vozes mistas e órgão (2000)
- Missa Assumptionis Mariae Virginis, para 2 trompetes, coro a 4 vozes mistas e órgão (2002)
- Cantata de Natal, para coro de crianças, coro a 4 vozes mistas e piano (2002)
- Missa em honra dos Pastorinhos de Fátima, para coro a 3 vozes iguais e órgão (2005)
- In ressurrectione Domini, para solista, violoncelo, coro a 4 vozes mistas e órgão (2008)
- Paixão segundo S. João, para 3 solistas, coro a 3 vozes mistas, violoncelo e órgão (2008)

### Instrumento solo
- Preludio, ricercare e passacaglia, para órgão (60's)
- Preludio, quasi fantasia, para órgão (1966)
- 5 pezzi", para órgão (1967)
- Improvisação, para órgão (2001)
- Prologus, 6 impressões musicais do Evangelho de S. João, para piano (2001)
- Preludio, ricercare e corale, para órgão ibérico (2004)
- Impressões Bíblicas - Servite Domino in Laetitia, para piano (2007)
- 2 autógrafos, 1 coral - para órgão (2007)
- Ludus atonalis, para piano (2008)
- Torre della Scimia, para clarinete (2008)
- Arioso, para violino (2008)

### Concertos para instrumento solista e orquestra
- Fantasia para fagote e orquestra de cordas (1995)
- Concerto para clarinete e orquestra de sopros (2003)
- Concerto para piano e orquestra sinfónica (2003)
- Concerto para violino e orquestra sinfónica (2004)
- Concerto para flauta e orquestra sinfónica (2006)
- Concerto para violoncelo e orquestra sinfónica (2006)
- Concerto para dois pianos e orquestra (2007)

### Obras corais-sinfónicas
- Laudate Dominum, para coro misto com divisi e orquestra (1993)
- Lamentationes Jeremiae Prophetae para tenor solo, coro misto e orquestra (1994)
- Te Deum, para coro misto e orquestra (1995)
- Domus Domini, para coro misto e orquestra (1995)
- Carmen Fatimale - poema de Fátima, cantata para coro misto e orquestra (1997)
- A Noiva do Marão, cantata para soprano e barítono solo, coro misto e orquestra (1999)
- Passio et mors D.N.J.C secundum Lucam, para 5 solistas, coro misto e orquestra (1999)
- Santo António dos Portugueses, cantata para barítono solo, coro misto e orquestra (2001)
- Travessia, oratório sobre a Diocese de Vila Real - para soprano e tenor solo, coro misto e orquestra (2005)

### Ballet
- O sonho do Infante, para soprano solo, coro de crianças, coro misto e orquestra (1998)

## Cânticos publicados naNova Revista de Música Sacraentre 1971 e 2010
Por ordem alfabética, foram publicados os seguintes cânticos:
- A minha alma exulta no Senhor NRMS 67
- A Tua voz chama por nós NRMS 46
- Abri os corações NRMS 35
- Acabará em peregrinação NRMS 3 (I)
- Aclamai Jesus Cristo NRMS 121
- Aclamai o Senhor, terra inteira NRMS 48
- Aclamai o Senhor, terra inteira NRMS 98
- Adorem o Senhor os reis da terra NRMS 4 (I)
- Aleluia, Aleluia NRMS 2 (I)
- Aleluia, Aleluia NRMS 4 (I)
- Aleluia, Aleluia, Cristo ressuscitou NRMS 2 (II)
- Amai como eu vos amei NRMS 87
- Ao Deus do Universo NRMS 1 (II)
- Ao divino sacramento NRMS 113-114
- Ao vosso amor paterno NRMS 95-96
- Assim como o Pai NRMS 125-127
- Ave Maria… Sois a esperança NRMS 86
- Bendita sois vós, ó Maria NRMS 41
- Bendito sejas, Santo (São)… NRMS 124
- Caminhando Jesus NRMS 66
- Caminho pelo deserto NRMS 69
- Cantai ao Senhor um cântico novo NRMS 36
- Cantai um cântico novo NRMS 10 (II)
- Cantarei a bondade do Senhor NRMS 62
- Com a bênção do Pai NRMS 38
- Como é agradável a vossa morada NRMS 84
- Comungamos o teu corpo NRMS 16
- Confesso o meu pecado NRMS 61
- Cordeiro de Deus NRMS 50-51
- Cordeiro de Deus NRMS 99-100
- Cristo amou a Igreja NRMS 71-72
- Cristo crucificado ressuscitou NRMS 125-127
- Cristo ressuscitou NRMS 125-127
- Da morte e do pecado NRMS 29
- Da terra aos Céus Se eleva NRMS 85
- Defendei-me, Senhor NRMS 105
- Deixai vir a mim as criancinhas NRMS 23
- Demos graças e louvores NRMS 110
- Desça o orvalho NRMS 15
- Desde a aurora vos procuro NRMS 40
- Devotamente te adoro NRMS 77-79
- Ditosa Virgem, cheia de graça NRMS 75
- Ditoso(a) mártir NRMS 123
- Do santuário vos guarde o Senhor NRMS 71-72
- Eis o dia que o Senhor fez NRMS 17
- Em Belém abriu-se a noite NRMS 120
- Eu sou a luz do mundo NRMS 115
- Eu sou a ressurreição NRMS 125-127
- Exulta, ó Filha de Sião NRMS 68
- Exultemos de alegria no Senhor NRMS 56
- Filhos de Deus, nosso Pai NRMS 112
- Glória NRMS 99-100
- Glória a Vós, Jesus Menino NRMS 76
- Hoje entrou a salvação nesta casa NRMS 119
- Hoje sobre nós NRMS 44
- Hóstia santa NRMS 113-114
- Ide por todo o mundo NRMS 59
- Igreja, presença viva do Cordeiro NRMS 3 (I)
- Invitatório NRMS 125-127
- Jerusalém, cidade santa NRMS 49
- Levanto os meus olhos para os montes NRMS 70
- Livrai-me, Senhor NRMS 125-127
- Louvado seja Nosso Senhor NRMS 1 (I)
- Louvado seja o meu Senhor NRMS 30
- Louvai ao Senhor, louvai NRMS 37
- Louvai o Senhor NRMS 125-127
- Louvemos a Santíssima Trindade NRMS 80
- Louvemos o Senhor que se fez homem NRMS 81
- Louvor a Vós NRMS 40
- Louvor e glória a Vós NRMS 40
- Maria, Mãe de Jesus NRMS 101
- Memorial da morte do Senhor NRMS 113-114
- Meu Deus, eu creio em Vós NRMS 3 (I)
- Meu Senhor, eu Vos amo NRMS 90-91
- Mil vezes seja louvado NRMS 13
- Na casa do Senhor, habitando NRMS 49
- Na terra se fez carne NRMS 31
- Na vossa misericórdia NRMS 19-20
- Não erra o caminho NRMS 11-12 (II)
- Não há vitória sem cruz NRMS 125-127
- Nasceu hoje de Maria NRMS 108
- Nasceu o sol da Páscoa NRMS 9 (II)
- Nós ofertamos, irmão NRMS 3 (I)
- Nós somos o povo do Senhor NRMS 2 (I)
- Nós temos em Sião NRMS 42
- Nós vos louvamos e bendizemos NRMS 69
- Nossa Senhora do Rosário de Fátima NRMS 10 (II)
- O Cordeiro que foi imolado NRMS 92
- O Espírito do Senhor NRMS 133
- Ó famintos do Pão divino NRMS 89
- Ó Maria, sois a Mãe de Jesus NRMS 33-34
- Ó noite bendita NRMS 52
- O nosso pão é Cristo NRMS 73-74
- O pão de Deus NRMS 73-74
- O Sacrossanta hóstia NRMS 77-79
- Ó Santa Maria, Mãe de Deus NRMS 5 (II)
- O Senhor te defende NRMS 125-127
- Ó Virgem Santa Maria NRMS 18
- O vosso Corpo é o Pão NRMS 77-79
- Onde há caridade verdadeira NRMS 25
- Os discípulos exultaram NRMS 97
- Os ossos humilhados NRMS 125-127
- Os Santos resplandecem NRMS 63
- Pão dos Anjos NRMS 113-114
- Por Eva foi fechada NRMS 41
- Por Vós suspira a minha alma NRMS 111
- Povos que caminhais NRMS 64
- Provai e vede NRMS 1 (I)
- Que buscais? - Cristo ressuscitou NRMS 65
- Quero louvar-Vos, Senhor NRMS 111
- Quem perder a sua vida NRMS 54
- Recebereis a força do Espírito Santos NRMS 82-83
- Recordamos, Senhor, a vossa misericórdia NRMS 88
- Ressuscitou o Bom Pastor NRMS 57
- Saboreai como é bom NRMS 93
- Salvai, Senhor, vosso povo NRMS 90-91
- Salvé, Santa Mãe de Deus NRMS 45
- Santo NRMS 6 (II)
- Santo NRMS 50-51
- Santo NRMS 99-100
- Santos, amigos de Deus NRMS 8 (II)
- Se alguém tem sede NRMS 102
- Se me envolve a noite escura NRMS 6 (I)
- Se morremos com Cristo NRMS 55
- Se tiverdes em conta NRMS 125-127
- Senhor Jesus Cristo NRMS 55
- Senhor, que tanto amais o vosso povo NRMS 95-96
- Senhor, são muitos os nossos pecados NRMS 53
- Senhor, tende piedade de nós NRMS 50-51
- Senhor, tende piedade de nós NRMS 99-100
- Senhor, vem salvar-me NRMS 60
- Sem pecado concebida NRMS 118
- Sois Vós, ó Cristo NRMS 107
- Somos jovens NRMS 73-74
- Somos povo peregrino NRMS 122
- Somos testemunhas do mundo novo NRMS 82-83
- Surge um clarão de repente NRMS 24
- Terra inteira NRMS 1 (II)
- Toda a minha vida louvarei NRMS 125-127
- Toda a Santa Igreja NRMS 71-72
- Toda a terra Vos adore NRMS 94
- Todos aqueles que o Pai me deu NRMS 125-127
- Todos vós que tendes sede NRMS 42
- Tomai, Senhor, e recebei NRMS 70
- Tu es Petrus NRMS 130 (artigo)
- Tu és, Senhor, o bem maior NRMS 46
- Um dia sagrado brilhou NRMS 47
- Vamos comungar NRMS 30
- Velai sobre nós NRMS 40
- Vem, ó Espírito Santo NRMS 58
- Vem, Senhor Jesus NRMS 64
- Vinde, Espírito Divino NRMS 133
- Vós que me seguistes NRMS 117
- Vós que renascestes NRMS 22
- Vós sois o caminho NRMS 42
- Cânticos publicados na Revista Música Nova entre 1986 e 1989

N.º 1 - Advento
- Confiados em Deus
- Alegrei-me quando me disseram
- Aleluia
- Os frutos que nos destes
- Alegres comungamos o Senhor
- Pelo Pão que nos destes

N.º 2 - Quaresma
- Povo meu, põe-te a caminho
- Pecámos, Senhor
- Glória a Vós
- Esperámos, Senhor, na vossa misericórdia
- Louvor e Glória a Vós
- Sacrifício para Deus
- Do Egipto povo liberto
- Louvado seja o meu Senhor

N.º 3 - Culto Mariano
- À Senhora da Conceição
- À Virgem de Fátima
- Magnificat

N.º 4
- O que somos e temos
- Igreja santa de Deus